# Medalha de Serviços de Guerra
A Medalha de Serviços de Guerra é uma condecoração concedida aos militares da Marinha do Brasil, ou aliadas, ou ainda a oficiais tripulantes da marinha mercante brasileira ou de aliados, por relevantes serviços prestados ao Brasil, em tempos de guerra, no mar ou em terra. Foi criada pelo Decreto-Lei nº 6.095, de 13 de dezembro de 1943.
|  |  |  |  |  |  |  |

| Disposição de cores da faixa da medalha                                        |
| Pode ter uma, duas ou três estrelas de prata, de acordo com o tempo de serviço |

## Exemplos
| Silver star · Silver star · Silver star · Silver star · Silver star · Silver star |

| Medalha de Serviços de Guerra com 1 estrela de prata | Medalha de Serviços de Guerra com 2 estrelas de prata | Medalha de Serviços de Guerra com 3 estrelas de prata |